# Випра
Випра (нем. Wippra) — посёлок в Германии, в земле Саксония-Анхальт, входит в район Мансфельд-Зюдгарц в составе городского округа Зангерхаузен.
Население составляет 1406 человек (на 1 января 2013 года). Занимает площадь 46,09 км².

## История
Первое упоминание о поселении встречается в 881 году в каталоге плательщиков десятины монастырю Херсфельда.
До 2008 года образовывал собственную коммуну, куда также входили деревни Хайда и Поппероде, а также рабочий посёлок у плотины Виппра, и две усадьбы: Боденшвенде и Шиферграбен.
1 января 2008 года, после проведённых реформ, Випра вошла в состав городского округа Зангерхаузен в качестве района. В этот район также вошли поселения коммуны.

## Галерея

Випра на карте городского округа
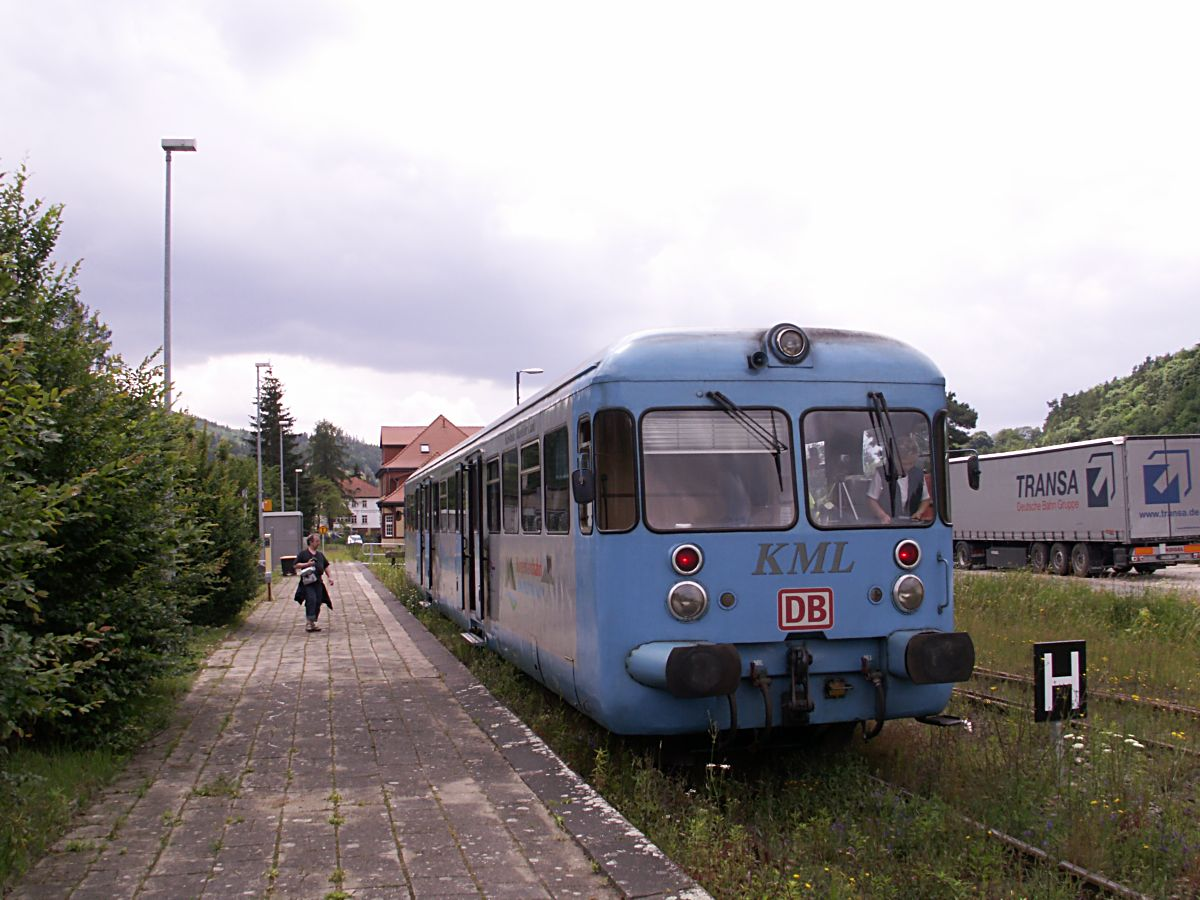
Ж/д станция в Випре
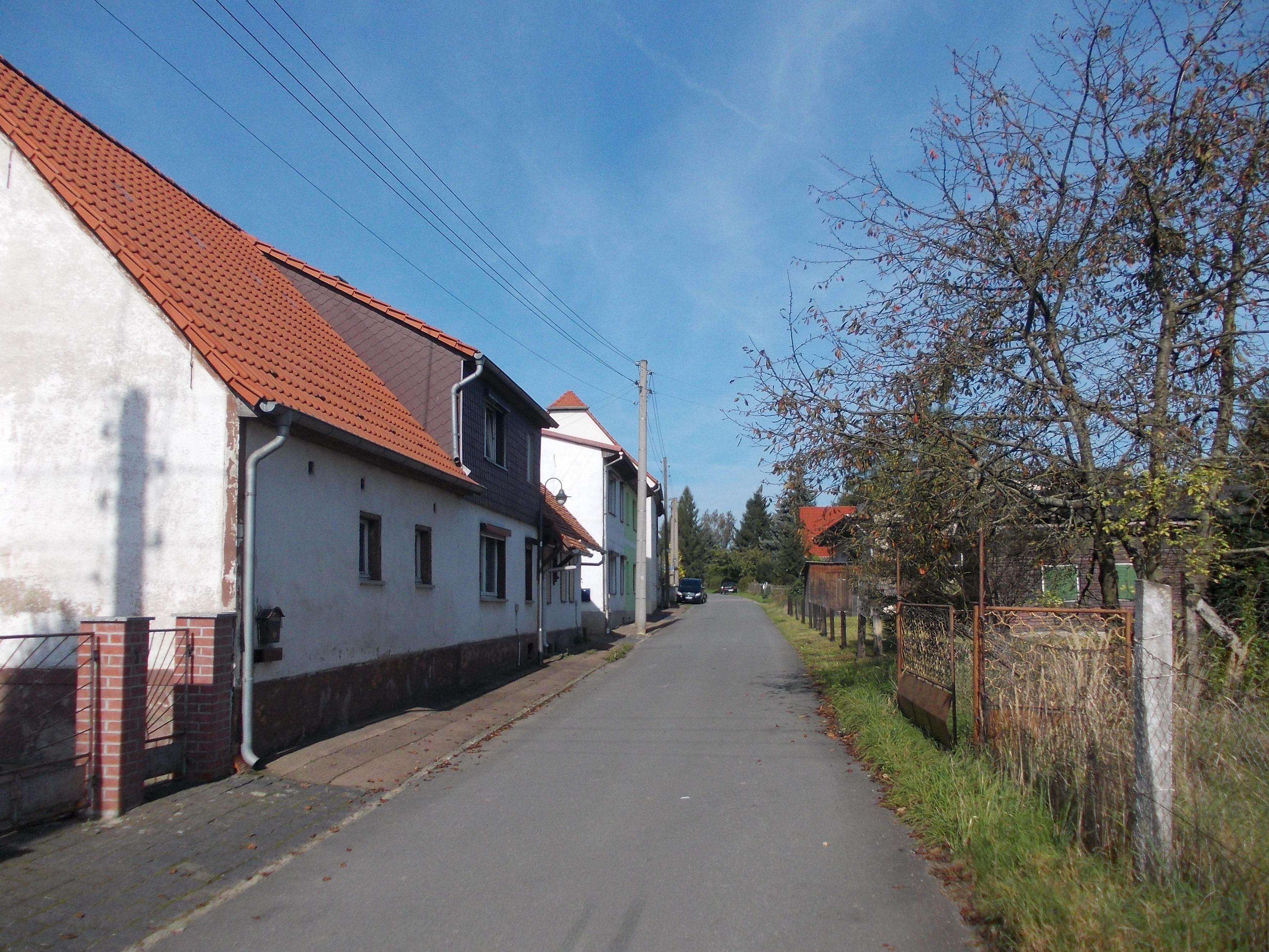
Улица в Поппероде
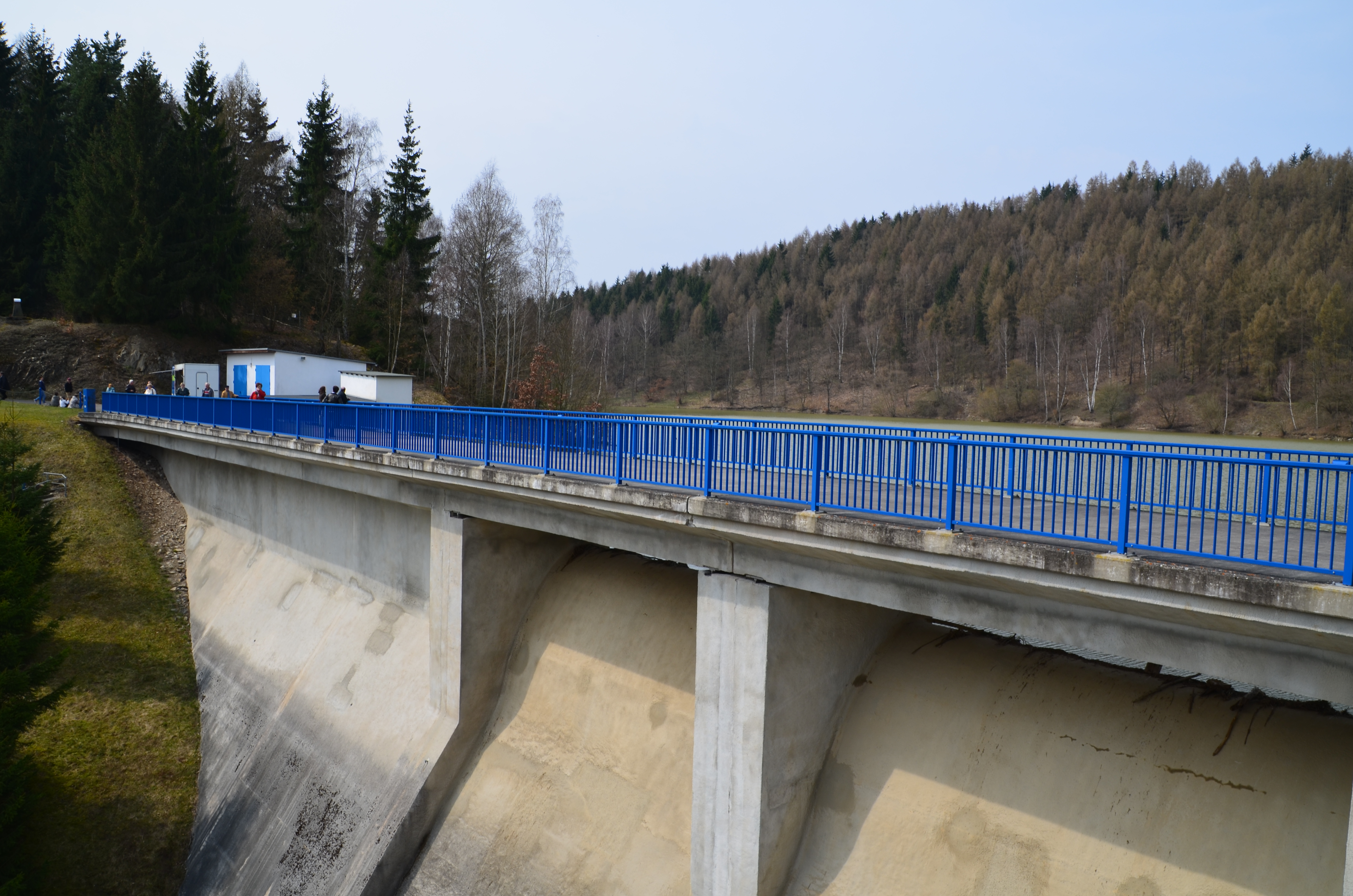
Плотина Виппре